# 调查报导
调查报导（英語：Investigative journalism）是一种深入调查某一事件的新闻报导方式。其经常涉及到犯罪、腐败和其它一些形式的丑闻。

## 历史
19世纪，政治运动新闻和对于罪犯的报道就已经在西方出现，尤其是美国最為顯著，但直到1960年代，调查性新闻报道才在英美的主流报纸和电视中成为一种特别的类型。由于新一代的记者采用了通俗报刊的曝光手法，并且更愿意将个人痛苦或欺诈与更广泛的社会背景联系起来，以揭露制度性的腐败。此外，科技进步也带来了证据搜集的便捷。
然而学界和业界都普遍认为，从1970年代以来，欧美调查性新闻无论从质量还是数量都呈下降趋势。地方报社为削减成本而影响到了记者新闻素材的搜集。而电视盲目追求收视率而大量采用煽情节目和图片，牺牲了调查性节目。但以蒂伯(De Burgh)为代表的学者提出了相反的看法。他认为人们对调查新闻前景过于悲观。他指出，“新闻报道的新途径正在逐渐发展(如互联网)，信息变得更容易获得，也更容易被检验。”
除了作为报道消息的传输媒介，互联网与衍生暗网也成为了一些新时期调查报道发布的平台。相比较传统媒体，网络发布也使得言論審查较难部署；以诸如維基解密、OpenLeaks等互联网媒体为代表，揭露了如稜鏡計畫、巴拿馬文件等事件。

## 媒体实例

### 报刊
由于报刊的优势，报刊被认为是传统媒体中调查报道的最好载体。以调查新闻出名的刊物有：
- 纽约时报
- 华盛顿邮报
- 卫报
- 经济学人
- 報導者

### 广播电视
一些广播电视栏目也以调查新闻出名。

### 网络等新兴媒体
网络技术带来了调查新闻的“草根”发展，例如中国大陆，网民对热点议题曾发动“人肉搜索”等调查方式，推进调查新闻的平民化发展。

## 中国大陆知名调查记者
简光洲、柴静、刘建永、杨海鹏、罗昌平、赵世龙、王克勤等。